# Münzenuhr

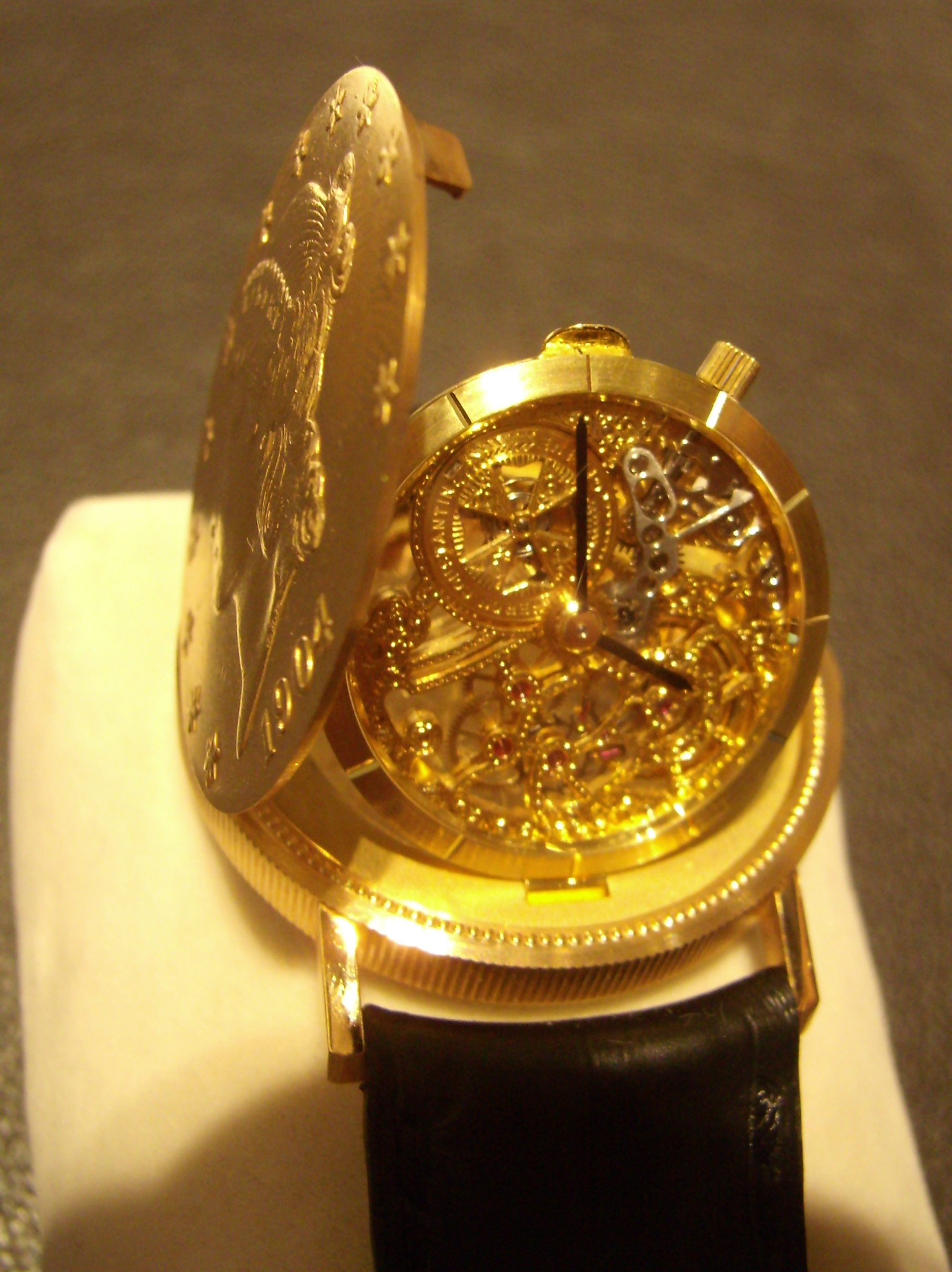
Münzenuhr

Als Münzenuhr, auch Münzuhr wird eine Uhr bezeichnet, die in eine Münze oder Medaille eingebettet ist.

## Beschreibung
Eine Münzenuhr wird in der Regel hergestellt, indem eine Münze waagrecht in zwei unterschiedlich dicke Platten, geteilt wird. Das Uhrwerk wird dann in den ausgefrästen dickeren Teil eingebettet. Die beiden Platten werden durch ein verstecktes Scharnier verbunden. Die Werke solcher Uhren müssen extrem flach sein. Im geschlossenen Zustand ist die Uhr ganz versteckt und die Münze sieht wie jede andere aus.

## Geschichte
Münzenuhren wurden häufig in der 1. Hälfte des 19. Jahrhunderts in der Schweiz gefertigt. In Genf wurden zwischen 1835 und 1840 so kleine und flache Werke gebaut, dass sie in einer englischen Sixpence-Münze Platz fanden. Aus der gleichen Zeit sind auch die Taleruhren von Friedrich Emil Roetig aus Hachenburg bekannt.
Heute werden auch Armbanduhren, die nur das Zifferblatt in Form einer Münze haben, als Münzuhren verkauft.